# Швейная фабрика «Донбасс»
Швейная фабрика «Донбасс» (укр. Швейна фабрика «Донбас», ПАО ДПТП «Донбасс», бывшая швейная фабрика имени Володарского) — одно из крупнейших предприятий легкой промышленности Украины, специализирующееся на производстве мужской и женской верхней классической одежды, спецодежды.

## История

### 1920—1991
В 1920 году группа портных на кооперативных началах создала небольшую мастерскую по изготовлению предметов народного потребления для шахтеров Донбасса. Именно от этой мастерской ПАО ДПТП «Донбасс» и ведет свою многолетнюю историю.
В 20-х годах фабрика специализировалась преимущественно на изготовлении брезентовой спецодежды, но уже в 1936 году ассортимент был значительно расширен — было начато производство детских пальто и мужских костюмов.
Даже во время Великой Отечественной войны предприятие не прекратило работу. В 1941 году фабрика перестроилась и стала выпускать наиболее востребованную в то время продукцию для фронта: шинели и гимнастерки. После приближения к городу линии фронта предприятие было эвакуировано в казахский город Семипалатинск.
В 1943 году после освобождения Донбасса производство было возвращено в Донецк, а с окончанием войны началась полная реконструкция. Особенно знаменательным стал 1948 год, когда был установлен первый конвейер по пошиву пиджаков.
С 1969 года введена специализация исключительно на изготовлении мужских костюмов.

### После 1991
В июне 1994 года предприятие было приватизировано коллективом фабрики. И уже в июле был заключен долгосрочный контракт на пошив костюмов для немецкой компании Лего Бекляйдунгсверке ГМБХ.
2003 год ознаменовался выводом на внутренней рынок ТМ «Demark», призванной обеспечить самые широкие слои населения качественными костюмами по разумной цене.
В 2012 году выведена на украинский рынок торговая марка «Volodarskiy».

## Деятельность
Фабрика имеет современную производственную базу, оснащенную оборудованием ведущих мировых производителей (PFAFF, Dürkopp, BROTHER, JUKI и других), и специализируется на производстве:
- мужских классических костюмов;
- мужских пальто;
- женских пальто;
- спецодежды.

В 1990-х — 2000-х годах фабрика работала в основном на давальческом сырье, и успешно сотрудничала с ведущими мировыми брендами, в числе которых испанская Zara, итальянский Benetton, голландские Mexx, Grosso Modo, Buikema Fashion, немецкие Gebrüder Weis, C&A, Statz, а также английская Fairway.

## Собственники и руководство
Обладатель контрольного пакета акций Arber Group. Главный управляющий — .

## Награды
Июнь 2005 — Диплом Победителя в третьем открытом фестивале «Текстиль и мода 2005» в конкурсе «Лучшая коллекция одежды» в номинации «Лучшая промышленная коллекция», вручен Председателем жюри, Лауреатом Государственной премии Российской Федерации, Членом-корреспондентом Академии художеств Российской Федерации, профессором Зайцевым В. М.
Сентябрь 2004 — Диплом лауреата Всеукраинской премии Кабинета Министров «НАРОДНА ШАНА» за развитие отечественной экономики, рыночного образа мышления и действия, вручен Премьер-министром Украины В. Ф. Януковичем.
Июнь 2004 — Диплом Победителя во Втором открытом фестивале «Текстиль и мода 2004» в конкурсе «Лучшая коллекция одежды» в номинации «Лучшая промышленная коллекция», вручен Председателем жюри, Лауреатом Государственной премии Российской Федерации, Членом-корреспондентом Академии художеств Российской Федерации, профессором Зайцевым В. М.
Июнь 2004 — Диплом «Вища проба» за высокое качество и конкурентоспособность верхней мужской одежды, вручен Главой Ассамблеи Деловых Кругов Украины А. Кужель, Президентом Украинского Общества Качества В. Тихоненко и Главой Совета Экспертов А. Саввовым.
Апрель 2003 — Диплом «Международного фестиваля моды Киевский подиум 2003» за творческие достижения в развитии индустрии моды и высокое дизайнерское мастерство, вручен Председателем Оргкомитета фестиваля О. Соколовским.
Июнь 2002 Благодарственное письмо от главы Донецкой областной государственной администрации В. Ф. Януковича «За многолетний безупречный труд и весомый вклад в социально-экономическое развитие Донецкой области».
Февраль 2002 — Региональная Награда Донецкой Торгово-Промышленной Палаты «Золотой Меркурий» за высокие достижения и успехи в развитии производства, выдана Президентом Торгово-Промышленной Палаты О. Г. Пшонкой.
Декабрь 2001 Почетный Диплом участника экспозиции «Инвестиционный потенциал Украины», врученный Оргкомитетом генеральной дирекции Национального информационно — имиджевого проекта «Золотая Книга Украинской Элиты», Оргкомитетом и генеральной дирекцией II-го Международного форума экономического сотрудничества «Партнерство во имя Согласия и Развития».
Август 2001 Диплом Международного открытого Рейтинга популярности и качества «Золотая Фортуна» в честь 10-й годовщины независимости Украины, подписанный Главой Президиума Рейтинга Борисом Патоном, Главой Координационного Комитета Рейтинга Леонидом Кравчуком и Главой Генеральной Дирекции Рейтинга Дмитрием Акимовым.
Июнь 2000 Грамота Президента Украины «За самоотверженный труд»;
Лауреат международного конкурса «Золотой Скиф» в номинации «За высокое качество и конкурентоспособность продукции», вручена Президентом Благотворительного Фонда содействия развитию и популяризации Донбасса.
1999, 2000, 2001 Почетные грамоты за достигнутые высокие производственные показатели и весомый вклад в выполнение Программы социально-экономического развития Донецкой области на 1998—2000 годы, врученная Председателем Донецкого областного совета В. Ф. Януковичем.
1976 Кубок «Победителю социалистического соревнования за высокое качество продукции», врученный Донецким облисполкомом.